# Mykola Savolaynen
Pour les articles homonymes, voir Savolainen.
Mykola Savolaynen (né le 25 mars 1980) est un athlète ukrainien, spécialiste du triple saut.
Son patronyme est d'origine finnoise (en finnois, Savolainen).

## Performances
Sa meilleure performance au triple saut est de 17,30 m en plein air (2007) et de 17,16 m en salle (2004)

## Palmarès

### Championnats du monde d'athlétisme en salle
- Championnats du monde d'athlétisme en salle 2004 à Budapest,  Hongrie
  - 6e du triple saut (16,95 m)

### Championnats d'Europe d'athlétisme en salle
- Championnats d'Europe d'athlétisme en salle 2007 à Birmingham,  Royaume-Uni
  - 4e du triple saut (16,98 m)
- Championnats d'Europe d'athlétisme en salle 2005 à Madrid,  Espagne
  -  Médaille d'argent du triple saut (17,01 m)

### Autres
- Champion d'Ukraine du triple saut : 2002, 2003, 2006, 2009.
- Champion d'Ukraine du triple saut en salle : 2005.